# مارينالدو دوس سانتوس أوليفيرا
مارينالدو دوس سانتوس أوليفيرا (بالإنجليزية: Marinaldo dos Santos Oliveira)‏ المعروف بنالدو (مواليد 13 مايو 1990 في البرازيل) لاعب كرة قدم برازيلي لعب سابقاً في نادي الفيحاء السعودي.

## روابط خارجية
- مارينالدو دوس سانتوس أوليفيرا على موقع قاعدة بيانات كرة القدم.إي يو (الإنجليزية)
- مارينالدو دوس سانتوس أوليفيرا على موقع Soccerway.com (الإنجليزية)